# حالة (حاسوب)
 الوضع  في علوم الحاسوب هو خاصية للحواسيب والأجهزة الإلكترونية ونحوها. الأجهزة التي تحفظ الحالات السابقة يكون لها وضع (ذات وضع)، والتي لا تحفظ ليس لها وضع.